# IVECO Eurocargo
De Iveco Eurocargo, soms ook geschreven als EuroCargo, is een serie vrachtwagen van de Italiaanse vrachtwagenfabrikant Iveco. Het werd ontworpen in het IVECO Design Center in Neu-Ulm in samenwerking met Italdesign en volgt de Iveco MK, Iveco Zeta en Iveco-Ford Cargo op. Het model kreeg in 2002 een tweede generatie, gevolgd door een ingrijpende facelift in 2008 om vervolgens in 2016 in derde generatie geproduceerd te worden. Het werd in 1992 Truck van het jaar.

## Eerste generatie

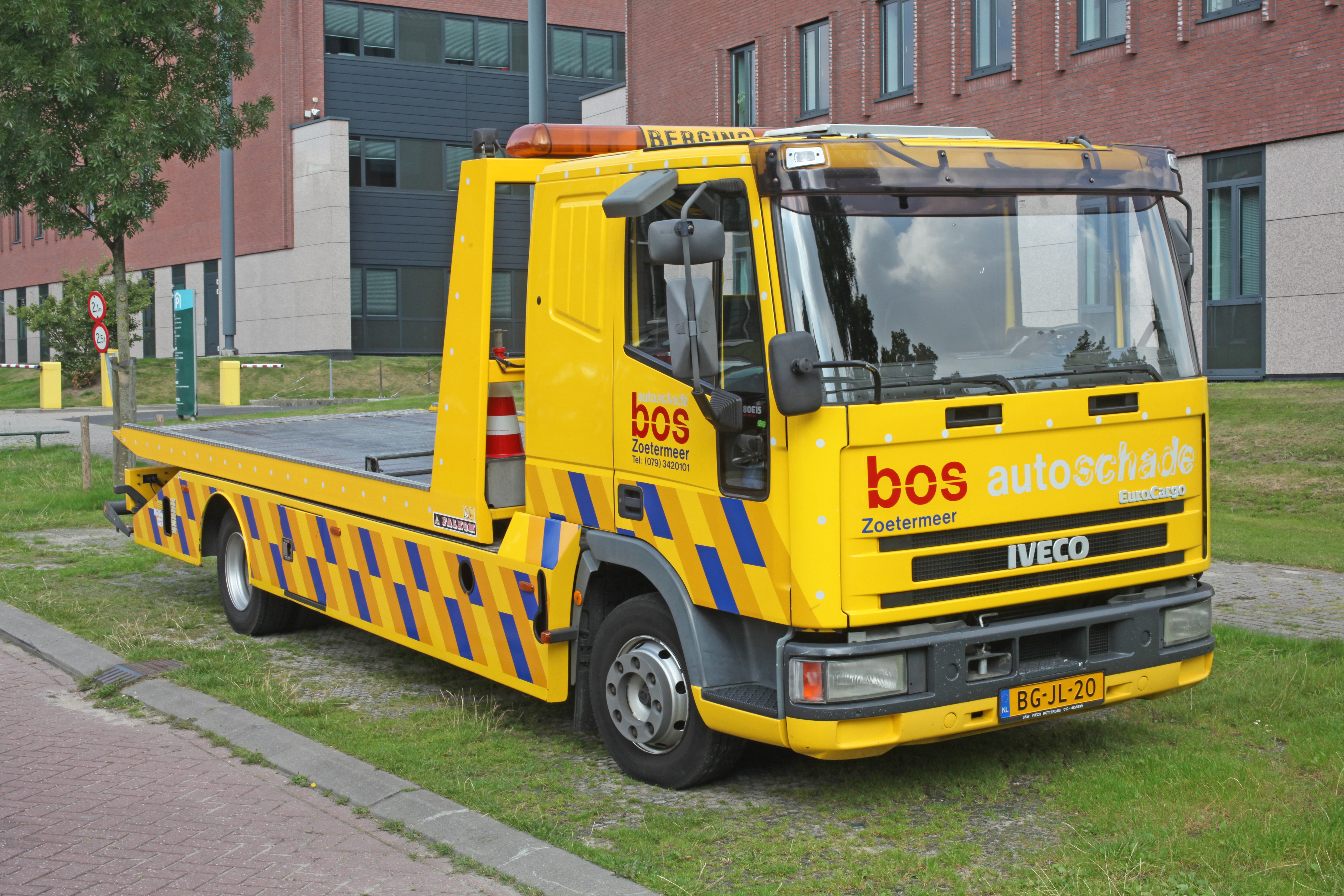
Iveco Eurocargo - eerste generatie

De in 1991 geïntroduceerde eerste generatie werd aanvankelijk geproduceerd in het Britse Langley en het Italiaanse Brescia. In 1997 sloot de fabriek in Langley en werd de productie geconcentreerd in Brescia. De fabriek in Brescia was aanvankelijk de thuisbasis van Officine Meccaniche, waar een van de voorgangermodellen, de Iveco Zeta, ook geproduceerd werd.
Deze generatie dekte de markt af voor 6-15 ton (Italiaanse productie) en 6-17 ton (Britse productie. Het was naar keuze verkrijgbaar met achterwielaandrijving of aandrijving op alle wielen. Er was keuze uit drie motoren, een viercilinder dieselmotor van 3908cc, een zescililinder dieselmotor van 5861cc en een zescilinder van 7685cc.
Deze generatie werd vanaf 1998 onder licentie gemaakt door het Turkse Otoyol, waarna de productie in 2008 stopte - Otoyol produceerde enkel de eerste generatie.

## Tweede generatie

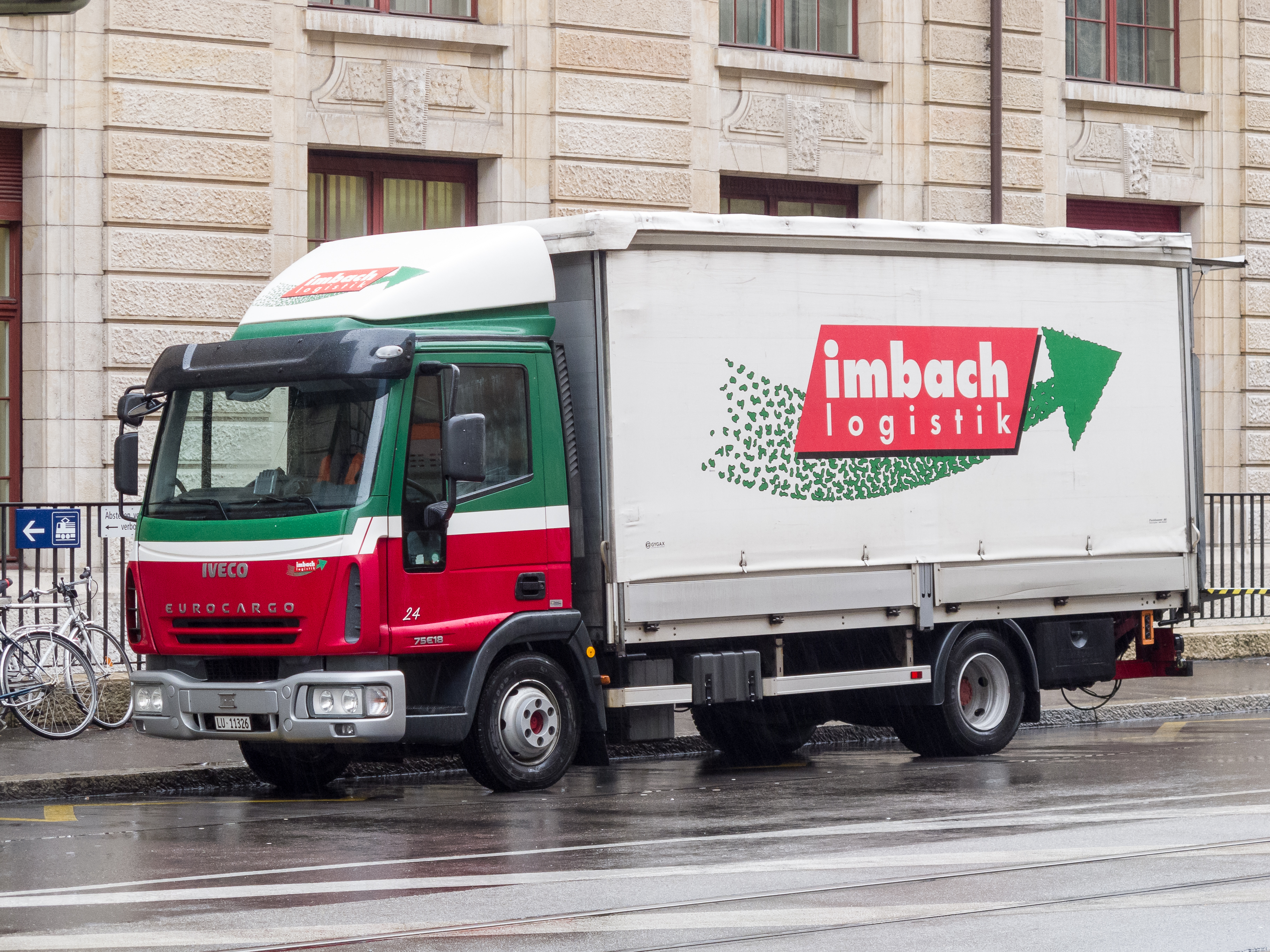
Iveco Eurocargo - tweede generatie

In 2002 verscheen de tweede generatie, die getekend werd door Bertone. Productie vond plaats in het Italiaanse Brescia, vanaf 2005 in het Braziliaanse Sete Lagoas, het Argentijnse Córdoba en het Venezolaanse La Victoria. Dit keer werd van 6 tot 18 ton laadvermogen geproduceerd.
Wederom was het model met achterwielaandrijving of met vierwielaandrijving verkrijgbaar. Er waren nu twee types motor verkrijgbaar; een viercilinder dieselmotor met 3920cc en een zescilinder dieselmotor met 5880cc. Deze werden aangeboden in meerdere vermogensniveaus.
In 2008 volgde een facelift, daarbij verdwenen de transmissies van Iveco zelf en werden vervangen door die van ZF Friedrichshafen.

## Derde generatie

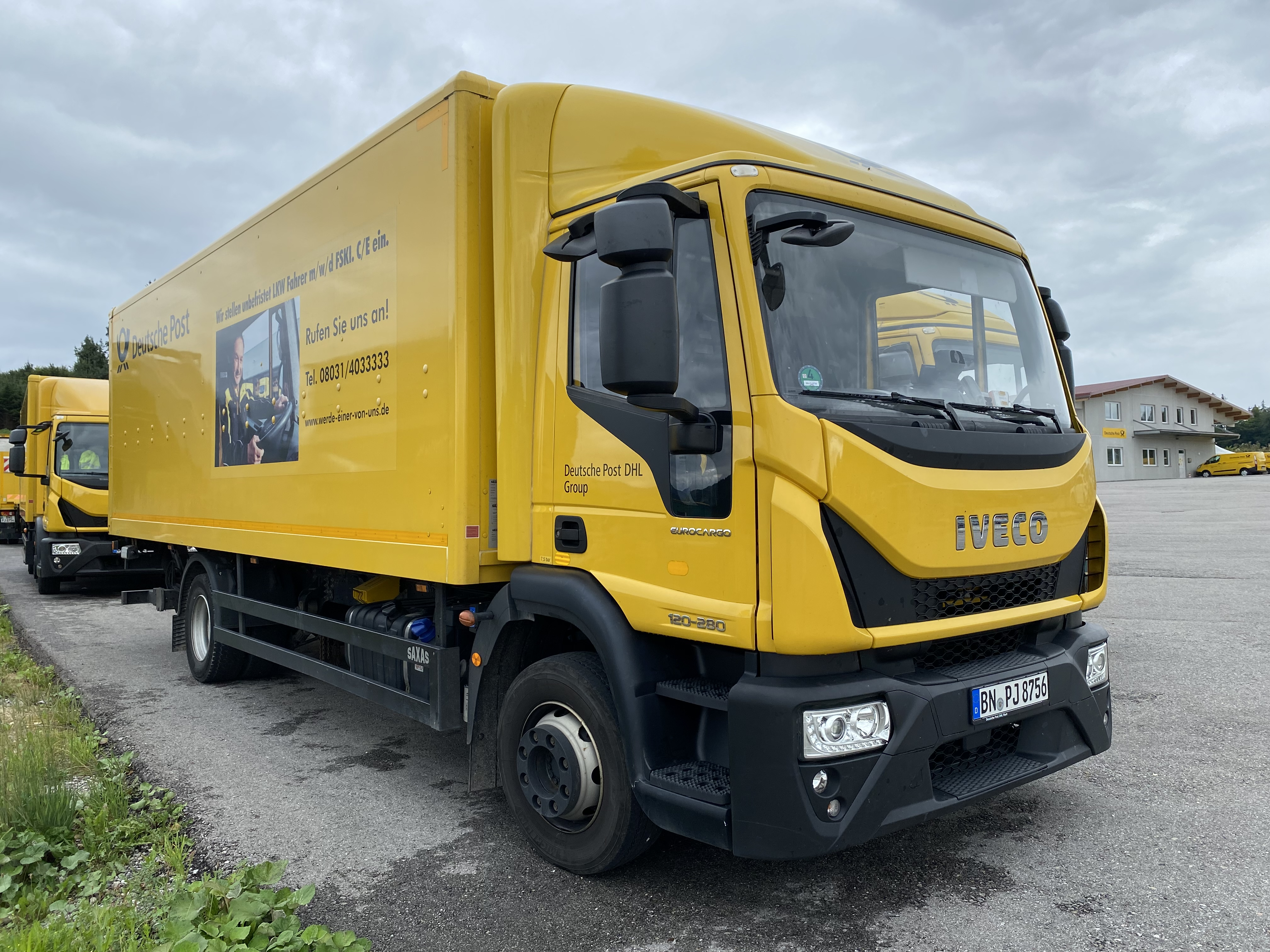
Iveco Eurocargo - derde generatie

De derde generatie werd in 2015 gepresenteerd. Het wordt sinds 2016 geproduceerd in Brescia en kreeg in 2016 de titel Truck van het jaar. Naast de productie in Brescia wordt het ook geassembleerd in Argentinië, Brazilië en Venezuela. Nieuw is dat het model ook in het Zuid-Afrikaanse Rosslyn geassembleerd wordt.